# الدوري الشمالي لكرة القدم 1921–22
الدوري الشمالي لكرة القدم 1921–22 (بالإنجليزية: 1921–22 Northern Football League)‏ هو موسم من الدوري الشمالي لكرة القدم ‏. فاز فيه South Bank F.C. ‏.